# Hrabišici
Hrabišici (též Hrabišicové, později páni z Rýzmburka) byl český šlechtický rod působící především v severních Čechách.
O vlastních počátcích rodu Hrabišiců se nedochovaly žádné zprávy. Nejstarším známým příslušníkem rodu je Všebor I. Hrabišic žijící v první polovině 11. století. Jeho syn Kojata I. Hrabišic zastával za vlády Vratislava II. místo bílinského kastelána. Další členové rodu žijící až do konce 12. století jsou jen těžko zařaditelní do rodové genealogie (Všebor II., Kojata II., Kojata III., Všebor III.). Mezi nimi vynikal především Hrabiše I. Hrabišic, rádce knížete Bořivoje II. Koncem 12. století začal strmý vzestup rodu zahájený nejvyšším komorníkem Hrabišem II. Hrabišicem, jenž byl možná totožný se svým hypotetickým synem Hrabišem III., který rovněž působil jako nejvyšší komorník. Hrabiše II. nebo Hrabiše III. založili zderazský klášter křižovníků strážců Božího hrobu v Praze.
Synové Hrabiše III. Všebor IV. a Kojata IV. patřili k velkým fundátorům a donátorům zderazského kláštera. Kojata IV. zemřel v roce 1228 jako bezdětný a svůj majetek včetně Mostu proto ve své závěti odkázal svým příbuzným, klientům a různým církevním institucím. Bratr Hrabiše III. Slavek I. se stal jedním z nejpřednějších šlechticů v českých zemích. Založil osecký klášter a na dvoře Přemysla Otakara I. vykonával funkci nejvyššího komorníka. Potomkové Odolena Hrabišice, levobočka Hrabišova dalšího méně výrazného bratra Boreše I., patrně založili rod Pětipešských z Chýš a Egerberka. Slavek I. měl syna Bohuslava I., nejvyššího komorníka krále Václava I. a velkého podporovatele církve. Bohuslavův syn Slavek III. se před rokem 1239 stal opatem rodového oseckého kláštera a později i nominálním pruským biskupem. Jeho bratr Boreš II. z Rýzmburka patřil podobně jako jeho otec a děd k nejmocnějším velmožům v zemi. Vystavěl hrad Rýzmburk (Osek) a zařadil se mezi prominentní straníky krále Václava I., na jehož dvoře na čas působil i jako nejvyšší komorník. Po Václavově smrti se ale stal jedním ze soků jeho syna Přemysla Otakara II. a poté co se otevřeně postavil proti českému králi nakonec patrně skončil na popravišti. Boreš založil rod pánů z Rýzmburka, přímých následovníků rodu Hrabišiců.

## Počátky

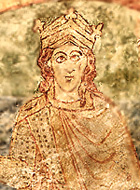
Freska Vratislava II. ze znojemské rotundy

O vlastních počátcích rodu Hrabišiců se nedochovaly žádné zprávy. Vratislav Vaníček jeho původ dokonce hledal i mezi knížaty bájného českého kmenu Lemuzů, který obýval území, na němž Hrabišici později nejvýrazněji působili. Tomáš Velímský je k tomuto a podobným názorům ale značně skeptický. Domnívá se totiž, že je značně nepravděpodobné, aby Přemyslovci do své družiny zařadili příslušníky jednoho z podrobených vládnoucích rodů v Čechách, který dříve představoval jejich konkurenci. Nejstarším známým příslušníkem rodu je Všebor I. Hrabišic žijící v první polovině 11. století. Není o něm však známo téměř nic, protože prameny ho zmiňují pouze prostřednictvím jeho otcovského vztahu ke Kojatovi I. Hrabišicovi. Otázkou zůstává, zda ho lze ztotožnit s Všeborem II. Hrabišicem, jenž se připomíná roku 1073 jako dárce vesnice Lodín opatovickému klášteru. Pokud by s ním skutečně byl identický, musel by se ale Všebor I. dožít velmi vysokého věku. Každopádně se ale patrně jednalo o významnou osobnost. Jeho syna Kojatu I. prameny poprvé zmiňují v roce 1061, kdy ho po vyhnání Mstiše ze země kníže Vratislav II. jmenoval bílinským kastelánem. Kojatovo působení v tomto úřadu možná zapříčinilo, že po mnoho generací se rodová doména Hrabišiců nacházela právě v severních Čechách. S první kolonizační činností Hrabišiců v této lokalitě lze patrně spojit vesnice Kojetice a Všebořice, nesoucí typická hrabišická jména. Další zpráva o Kojatovi pochází z roku 1068, kdy vykonával post správce knížecího dvora. Tehdy se Kojata odvážil postavit proti samotnému knížeti Vratislavovi, když se proti jeho vůli zasadil o zvolení jeho bratra Jaromíra pražským biskupem. Před Vratislavovou zlobou ale následně musel uprchnout ze země. O dalších Kojatových osudech není nic známo.

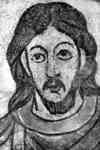
Bořivoj II. v rotundě svaté Kateřiny ve Znojmě

Kromě zmíněné listiny z roku 1073 se pak prameny o Hrabišicích na dlouhou dobu odmlčují. Jejich příbuznými možná byli členové knížecí družiny Boreš, jenž je připomínán v roce 1091, a jeho syn Olen, který je zmiňován k roku 1121. Až na počátku 12. století se objevila postava Hrabiše I., rádce knížete Bořivoje II. Mohlo se jednat o syna Kojaty I. Hrabišice. Hrabiše roku 1103 podplatil jistý Skarbimír, aby přemluvil knížete Bořivoje, že má v boji mezi polskými knížaty podpořit Boleslava III. Křivoústého, což se mu nakonec povedlo. Bořivoj byl ale vzápětí sesazen z trůnu a donucen uprchnout do vyhnanství. Hrabiše svému pánovi ale zachoval věrnost a Bořivoje doprovázel v roce 1109 při jeho návratu do Čech. Když se Bořivoji téhož roku podařilo obsadit Pražský hrad, Hrabiše pověřil jeho správou. Brzy poté byl však Bořivoj poražen a opět vyhnán z Čech. Zda ho Hrabiše do exilu následoval, nebo se s jeho nepřáteli nějak domluvil a zůstal v Čechách, není známo. Po roce 1109 se v pramenech Hrabišici na dlouhou dobu neobjevují. Až k roku 1122 Mnich sázavský zaznamenává smrt jistého Kojaty II., který byl patrně donátorem Sázavského kláštera. Kojata II. snad patřil ke stejné generaci jako Hrabiše I., snad byl jeho bratr nebo bratranec. Není vyloučené však ani to, že byl Hrabišovým synem, to by ale zemřel ve velmi mladém věku. V roce 1158 pak při obléhání Milána padl Hrabišův vnuk Gerard Hrabišic. Jeho bratrem mohl být Všebor III. de Vinarec (z Vinařic) připomínající se pouze k roku 1170.

## Na vrcholu
Na vrcholu se rod Hrabišiců ocitl koncem 12. století a v první polovině 13. století. V roce 1180 a 1183 se v pramenech objevuje Hrabiše II. Hrabišic, jenž působil jako nejvyšší komorník na dvoře knížete Bedřicha. Jeho hypotetickým otcem byl buď Všebor III. nebo Kojata II. Mohl být otcem trojice bratrů Hrabiše III., Slavka I. a Boreše I. Není však vyloučeno ani to, že byl s Hrabišem III. totožný. Mezi lety 1185 a 1187 na dvoře knížete Bedřicha vystupoval rovněž místokomorník Kojata III. Hrabišic, jehož zařazení do hrabišické genealogie ale představuje obdobný problém jako u Všebora III. nebo Kojaty II. Snad patřil do stejné generace jak Hrabiše II., snad byl potomkem této generace a jenom předčasně zemřel. Hrabišický rozrod se koncem 12. století každopádně rozdělil na tři větve, jež založili tři již zmínění bratři Hrabiše III., Slavek I. a Boreš I.

### Hrabišova linie

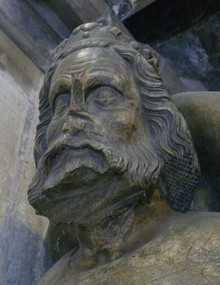
Detail náhrobku Přemysla Otakara I. od Petra Parléře

Hrabiše III. Hrabišic, možná totožný se svým hypotetickým otcem Hrabišem II., se v roce 1187 a následně mezi lety 1192 a 1197 připomíná jako nejvyšší komorník. On nebo jeho hypotetický stejnojmenný otec založil zderazský klášter křižovníků strážců Božího hrobu v Praze. V roce 1197 se po jeho boku objevil i jeho syn Hrabiše IV. Tehdy se ale Hrabiše III. i Hrabiše IV. zmiňují naposledy a někdy brzy poté oba dva patrně zemřeli.
Dalším synům Hrabiše III. Všeborovi IV. a Kojatovi IV. po otcově smrti trvalo přes 20 let než se dokázali prosadit na přední šlechtické scéně. V roce 1207 sice obdarovali fundaci svého strýce Slavka I., ale na královském dvoře se začali objevovat až od roku 1220. Významnou úlohu na dvoře Přemysla Otakara I. plnil nejprve především Všebor, jenž v roce 1224 patrně zesnul. Kojata mezi lety 1220 a 1224 zastával nepříliš významnou funkci podstolníka, do popředí se ale dostal až po bratrově smrti. Oba bratři byli zřejmě velmi aktivními fundátory – podíleli se patrně na stavbě kostela svatého Mikuláše v Potvorově, kostela svatého Jakuba Většího ve Vroutku, kostela svatého Petra a Pavla v Dolním Jamném a založení odnože zderazského kláštera křižovníků strážců Božího hrobu ve Světcích. Manželka Vratislava Kojatovi nedala žádného potomka a Kojata se proto ze strachu, aby jeho majetek po jeho smrti nespadl jako odúmrť na panovníka, ho v roce 1227 rozhodl rozdat svým příbuzným a klientům i různým církevním institucím. Učinil tak vydáním své závěti. Nejštědřeji obdaroval zderazský klášter založený jeho předky, jemuž mimo jiné věnoval i osadu Most. Myslel ale i na opatovický, strahovský a sedlecký klášter i pražské biskupství. V roce 1228 pak Kojata skutečně skonal. Panovník se s tím, že Kojata obešel odúmrtní právo, však smířit nehodlal. Svůj souhlas k jeho testamentu nepřipojil a po Kojatově smrti respektoval proto jenom některá jeho darování. Některá proto nakonec stejně spadla na královskou komoru. Kojatovou smrtí vymřela Hrabišova linie rodu, takzvaná mostecká větev.

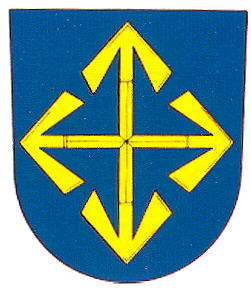
Erb rodu pánů ze Švábenic

Svým příbuzným Eufemii a Svatochně Kojata ve své závěti z roku 1227 odkázal vesnice Drnovice a Račice. Eufemie a Svatochna jsou na listině označeny pojmem sororinae. Historikové vedou spory o to, jak tento pojem vyložit. Ladislav Hosák slovo přeložil jako neteře a obě ženy proto považoval za dcery Kojatova bratra Všebora. Hosák zároveň obě ženy označil za manželky dvou bratrů z rodu pánů ze Švábenic Slavibora z Drnovic a Idíka ze Švábenic. Josef Žemlička termín sororinae pochopil jako švagrové. Podle jeho výkladu Kojata dvě vesnice daroval manželkám svých bratrů Hrabiše IV. a Všebora. Ze Všeborova manželství s Eufemií měla vzejít dcera neznámého jména, která se provdala do rodu pánů ze Švábenic. Tomáš Velímský se ve své studii vydané roku 1992 přiklonil Žemličkově původnímu názoru, ale v jiném díle z roku 2002 nejdříve přijímal možnost s neteřemi, následně ještě ve stejné knize však připustil obě varianty. David Papajík se přiklonil k tomu, že Eufemie a Svatochna byly Kojatovými neteřemi. Papajík současně poukázal na to, že ačkoli sňatku Idíka ze Švábenic a Slavibora z Drnovic s členkou z rodu Hrabišiců nejsou žádné přímé důkazy, je to velmi pravděpodobné. Zda se jednalo o Eufemii a Svatochnu, nelze pro nedostatek pramenů potvrdit ani vyvrátit. Páni ze Švábenic byli kvůli domněnkám o příbuzenství s Hrabišici i kvůli tomu, že po smrti Kojaty IV. Hrabišice převzali ochranu zderazského kláštera, často považováni za jejich přímé pokračovatele. Ve skutečnosti se al jednalo o dva zcela samostatné rody.

### Slavkova linie

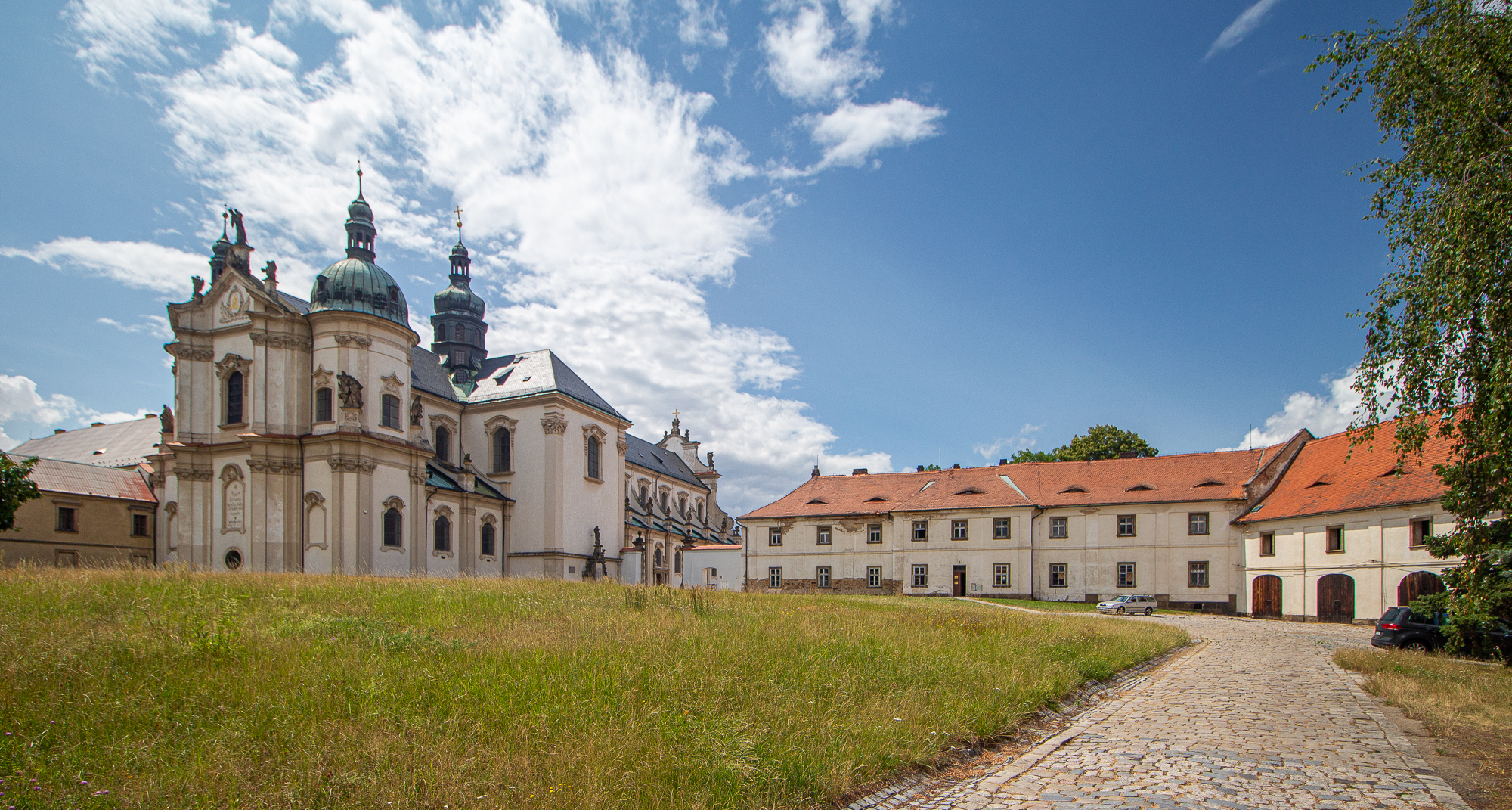
Osecký klášter

Po smrti svého staršího bratra se Slavek I. Hrabišic stal hlavou celou rodu a král Přemysl Otakar I. ho jmenoval do funkce nejvyššího komorníka, ve které působil nejpozději do roku 1202. Slavek patřil k nejmocnějším velmožům v zemi, což dokládá také jeho přízvisko „Velký“, jež se za jeho jménem objevilo na listině z roku 1211, kdy se Slavek navrátil do úřadu nejvyššího komorníka, který pak vykonával až do své smrti. Roku 1206 založil osecký klášter, jenž obdaroval řadou statků. Mezi lety 1215 a 1222 českému králi věrně sloužil v jeho konfliktu s pražským biskupem Ondřejem. Po roce 1219 se Slavek postupně přestával objevovat na královském dvoře, na němž ho postupně začal nahrazovat jeho syn Bohuslav I. Starší Slavkův syn Hrabiše V. se objevil pouze na dvou dokumentech pocházejících z rozmezí let 1201 až 1203. Slavkova dcera neznámého jména se zase provdala za bílinského kastelána Jaroše. Bohuslav na královském dvoře přibližně mezi lety 1211 a 1218 působil jako místokomorník. Roku 1224 se dokonce připomíná jako nejvyšší komorník, jímž současně ale stále byl i jeho otec. Ten zemřel patrně o dva roky později.

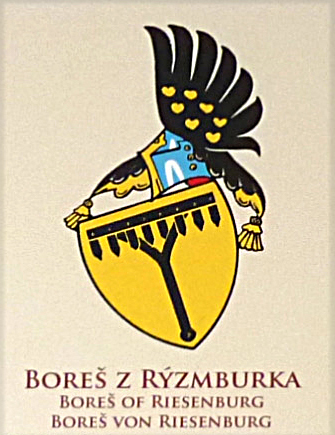
Osobní erb Boreše z Rýmburka

Bohuslav Hrabišic na post nejvyššího komorníka znovu nastoupil v roce 1231 a vykonával ho snad až do své smrti. Podporoval osecký klášter a pravděpodobně podílel na vybudování řady kostelů – kostela svatého Jakuba Většího v Ostrově, kostela svatého Vavřince v Kostomlatech, kostela svatého Jiljí v Bečově a kostela svatého Jiří v Duchcově. Blízký vztah měl rovněž k velehradskému klášteru, v jehož konventní bazilice Nanebevzetí Panny Marie a svatého Cyrila a Metoděje byl pohřben. Roku 1238 zorganizoval slavnostní rodové shromáždění v oseckém klášteře, jehož zlatým hřebem bylo to, že osecký klášter navštívil i král Václav I. Tehdy jako osecký opat již působil Bohuslavů syn Slávek III. Hrabišic, jenž navázal na působení svého děda a zasloužil se o rozšíření kláštera. Později se stal dokonce i nominálním biskupem pruským a údajně absolvoval dvě misijní cesty do Prus. Zemřel pravděpodobně v roce 1249. Jeho otec Bohuslav zesnul zřejmě roku 1241.
Bohuslavův syn Boreš II. vybudoval velmi rozsáhlé panství a zařadil se mezi nejmocnější muže v zemi. Nechal vybudovat rovněž hrad Osek (Rýzmburk), po kterém se začal psát. Založil tak rod pánů z Rýzmburka. Mezi lety 1248 a 1249 se podílel na potlačení vzpoury kralevice Přemysla, budoucího krále Přemysla Otakara II., proti králi Václavovi I. Václav ho odměnil tím, že ho jmenoval do funkce nejvyššího komorníka, ve které se Boreš udržel do Václavovi smrti roku 1253. Toho roku na trůn nastoupil Přemysl Otakar II., jenž Boreše o rok později nakrátko nechal zatknout a zbavit jeho zásadní funkce komorníka. I přesto však Boreš krále železného a zlatého na přelomu let 1254 a 1255 provázel na křížové výpravě do Pruska. V roce 1260 se Boreš zase zúčastnil Přemyslovy vítězné bitvy u Kressenbrunnu. Od té doby se však Borešovy vztahy s králem začaly postupně horšit a vygradovaly až do okamžiku, kdy se Boreš otevřeně vzbouřil proti panovníkovi. Stalo se tak roku 1277, kdy byl Přemysl zaměstnán soupeřením s římskoněmeckým králem Rudolfem Habsburským. Jeho odboj v roce 1278 Přemysl ale potlačil a Boreše patrně nechal popravit. Boreš po sobě zanechal syny Slavka IV. a Bohuslava II. z Rýzmburka.

### Borešova linie

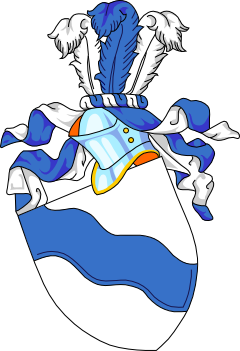
Erb Pětipeských z Chýš a Egerberka

Mladší bratra Slavka I. a Hrabiše III. Boreš I. po celý svůj život zůstával ve stínů svých starší bratr. Před rokem 1207 patrně zemřel. Zanechal po sobě dva syny. Jeho starší syn Slavek II. Hrabišic se v pramenech objevil pouze v roce 1207 a 1209. Jeho pravděpodobného nemanželského syna Odolen Hrabišic prameny zmiňují v roce 1224 a 1238. Tomáš Velímský ho pokládá za otce Bohuslava Hrabišice, a toho zase za otce Odolena z Chyše, zakladatele rodu Pětipeských z Chýš a Egerberka. Za předka tohoto rodu je však obvykle považován také Odolen ze Střížovic, který se roku 1158 účastnil obléhání Milána pod vedením knížete Vladislava II.